# Cédric Pioline
Cédric Pioline (Neuilly-sur-Seine, 15 de junho de 1969) é um ex-tenista profissional francês que atuou no circuito ATP entre 1989 e 2002.
Foi número 1 francês durante quase dez anos. Venceu cinco torneios em simples, disputou duas finais de Grand Slam (perdendo ambas para Pete Sampras) e ganhou duas vezes a Copa Davis com a equipe francesa. Pioline é, desde 2007, co-diretor do torneio de Paris-Bercy (BNP Paribas Masters) e consultor da rede de televisão francesa France Télévisions durante o Torneio de Roland-Garros.
Pela Copa Davis foi vencedor das edições de 1996 e 2001, e finalista em 1999.

## Grand Slam finais

### Simples: 2 (0–2)
| Resultado | Ano  | Campeonato | Piso  | Oponente     | Placar        |
| Vice      | 1993 | US Open    | Duro  | Pete Sampras | 4–6, 4–6, 3–6 |
| Vice      | 1997 | Wimbledon  | Grama | Pete Sampras | 4–6, 2–6, 4–6 |

## Masters Series finais

### Simples: 3 (1–2)
| Resultado | Ano  | Campeonato  | Piso   | Oponente       | Placar                  |
| Vice      | 1993 | Monte Carlo | Saibro | Sergi Bruguera | 6–7(2–7), 0–6           |
| Vice      | 1998 | Monte Carlo | Saibro | Carlos Moyà    | 3–6, 0–6, 5–7           |
| Campeão   | 2000 | Monte Carlo | Saibro | Dominik Hrbatý | 6–4, 7–6(7–3), 7–6(8–6) |

## ATP finais

### Simples: 17 (5–12)
| Legenda                        |
| Grand Slam (0–2)               |
| Tennis Masters Cup (0–0)       |
| ATP Masters Series (1–2)       |
| ATP Championship Series (1–1)  |
| ATP International Series (3–7) |

| Títulos por Piso |
| Duro (1–4)       |
| Grama (1–1)      |
| Saibro (2–2)     |
| Carpete (1–5)    |

| Resultado | N.  | Data              | Campeonato                      | Piso     | Oponente           | Placar                  |
| Vice      | 1.  | 26 Outubro 1992   | Lyon, França                    | Carpete  | Pete Sampras       | 4–6, 2–6                |
| Vice      | 2.  | 26 Abril 1993     | Monte Carlo, Monaco             | Saibro   | Sergi Bruguera     | 6–7(2–7), 0–6           |
| Vice      | 3.  | 13 Setembro 1993  | US Open, Nova, USA              | Duro     | Pete Sampras       | 4–6, 4–6, 3–6           |
| Vice      | 4.  | 11 Outubro 1993   | Toulouse, França                | Duro (i) | Arnaud Boetsch     | 6–7(5–7), 6–3, 3–6      |
| Vice      | 5.  | 18 Outubro 1993   | Bolzano, Itália                 | Carpete  | Jonathan Stark     | 3–6, 2–6                |
| Vice      | 6.  | 25 Outubro 1993   | Lyon, França                    | Carpete  | Pete Sampras       | 6–7(5–7), 6–1, 5–7      |
| Vice      | 7.  | 29 Agosto 1994    | Long Island, EUA                | Duro     | Yevgeny Kafelnikov | 7–5, 1–6, 2–6           |
| Vice      | 8.  | 5 Fevereiro 1996  | Zagreb, Croácia                 | Carpete  | Goran Ivanišević   | 6–3, 3–6, 2–6           |
| Vice      | 9.  | 19 Fevereiro 1996 | Marseille, França               | Duro (i) | Guy Forget         | 5–7, 4–6                |
| Campeão   | 1.  | 11 Março 1996     | Copenhagen, Dinamarca           | Carpete  | Kenneth Carlsen    | 6–2, 7–6(9–7)           |
| Campeão   | 2.  | 28 Abril 1997     | ATP de Praga, República Tcheca  | Saibro   | Bohdan Ulihrach    | 6–2, 5–7, 7–6(7–4)      |
| Vice      | 10. | 7 Julho 1997      | Wimbledon, Londres, Reino Unido | Grama    | Pete Sampras       | 4–6, 2–6, 4–6           |
| Vice      | 11. | 2 Março 1998      | Londres, Reino Unido            | Carpete  | Yevgeny Kafelnikov | 5–7, 4–6                |
| Vice      | 12. | 27 Abril 1998     | Monte Carlo, Mônaco             | Saibro   | Carlos Moyà        | 3–6, 0–6, 5–7           |
| Campeão   | 3.  | 14 Junho 1999     | Nottingham, Reino Unido         | Grama    | Kevin Ullyett      | 6–3, 7–5                |
| Campeão   | 4.  | 14 Fevereiro 2000 | Rotterdam, Holanda              | Duro (i) | Tim Henman         | 6–7(3–7), 6–4, 7–6(7–4) |
| Campeão   | 5.  | 17 Abril 2000     | Monte Carlo, Mônaco             | Saibro   | Dominik Hrbatý     | 6–4, 7–6(7–3), 7–6(8–6) |

## Desempenho nos torneios do Grand Slam
| Ano  | Aberto da Austrália | Roland-Garros | Wimbledon    | US Open      |
| ---- | ------------------- | ------------- | ------------ | ------------ |
| 1989 | -                   | 1R            | -            | -            |
| 1990 | 1R                  | 1R            | -            | -            |
| 1991 | 1R                  | 2R            | 2R           | 1R           |
| 1992 | 2R                  | 1/8 final     | 2R           | 3R           |
| 1993 | 2R                  | 2R            | 1/4 de final | Final        |
| 1994 | 1R                  | 2R            | 1R           | 3R           |
| 1995 | 1R                  | 2R            | 1/4 de final | 2R           |
| 1996 | -                   | 1/4 de final  | 1/8 de final | 3R           |
| 1997 | -                   | 3R            | Final        | 1/8 de final |
| 1998 | 1/8 de final        | 1/2 final     | 1R           | 1R           |
| 1999 | 1R                  | 1R            | 1/4 de final | 1/2 de final |
| 2000 | 1R                  | 1/8 de final  | 2R           | 3R           |
| 2001 | 3R                  | 2R            | 2R           | 1R           |
| 2002 | -                   | 1R            | 1R           | -            |

## Classificação ATP
- 1990 : n°118
- 1991 : n°51
- 1992 : n°33
- 1993 : n°10
- 1994 : n°51
- 1995 : n°56
- 1996 : n°21
- 1997 : n°20
- 1998 : n°18
- 1999 : n°13
- 2000 : n°16
- 2001 : n°83